# Крилов Володимир Валентинович
Володимир Валентинович Крилов (рос. Влади́мир Валенти́нович Крыло́в; нар. 26 лютого 1964) — радянський та російський легкоатлет, що спеціалізується на спринті, олімпійський чемпіон 1988 року.

## Кар'єра
| Рік              | Змагання                      | Місто                   | Місце            | Дисципліна            | Примітки         |
| Представник СРСР | Представник СРСР              | Представник СРСР        | Представник СРСР | Представник СРСР      | Представник СРСР |
| ---------------- | ----------------------------- | ----------------------- | ---------------- | --------------------- | ---------------- |
| 1986             | Чемпіонат Європи в приміщенні | Мадрид, Іспанія         | 3 (забіг)        | біг на 400 метрів     | 48.35            |
| 1986             | Чемпіонат Європи              | Штутгарт, ФРН           | 1                | біг на 200 метрів     | 20.52            |
| 1986             | Чемпіонат Європи              | Штутгарт, ФРН           | 3                | естафета 4×400 метрів | 3:00.47          |
| 1987             | Чемпіонат Європи в приміщенні | Льєвен, Франція         | 2                | біг на 200 метрів     | 20.53            |
| 1987             | Чемпіонат світу в приміщенні  | Індіанаполіс, США       | —                | біг на 200 метрів     | DNS              |
| 1987             | Чемпіонат світу               | Рим, Італія             | 5                | біг на 200 метрів     | 20.23            |
| 1987             | Чемпіонат світу               | Рим, Італія             | 2                | естафета 4×100 метрів | 38.02            |
| 1987             | Чемпіонат світу               | Рим, Італія             | —                | естафета 4×400 метрів | DNF              |
| 1988             | Олімпійські ігри              | Сеул, Південна Корея    | 3 (чвертьфінал)  | біг на 100 метрів     | 10.26            |
| 1988             | Олімпійські ігри              | Сеул, Південна Корея    | 1                | естафета 4×100 метрів | 38.19            |
| 1990             | Чемпіонат Європи в приміщенні | Глазго, Велика Британія | 7                | біг на 100 метрів     | 10.30            |
| 1990             | Чемпіонат Європи в приміщенні | Глазго, Велика Британія | 4                | естафета 4×100 метрів | 38.46            |